# Tatsugō
Tatsugō (龍郷町?, Tatsugō-chō) è una cittadina giapponese della Sottoprefettura di Ōshima, che fa parte della Prefettura di Kagoshima, nel Giappone meridionale.
È una delle municipalità in cui si divide Amami Ōshima, la maggiore delle isole Amami, situate nella parte centro settentrionale dell'arcipelago delle Ryūkyū. Insieme ad altri comuni delle Amami forma il Distretto di Ōshima.
A tutto il 1º luglio 2012, Tatsugō aveva una popolazione di 6.019 abitanti distribuiti su una superficie di 82,08 km², per una densità di 73,33 ab./km².